# Frederick O'Neal
Pour les articles homonymes, voir Frederick et O'Neal.
Frederick O'Neal est un acteur américain né le 27 août 1905 à Brooksville dans l'État du Mississippi aux États-Unis, décédé le 25 août 1992 à New York (États-Unis).

## Filmographie
- 1949 : L'Héritage de la chair (Pinky) : Jake Walters
- 1950 : La porte s'ouvre (No Way Out)
- 1951 : Tarzan's Peril : King Bulam
- 1957 : The Green Pastures (en) (TV) : Moses
- 1957 : Le Carnaval des dieux (Something of Value) : Adam Marenga, Mau-Mau Leader
- 1959 : Take a Giant Step : Lem Scott
- 1959 : Anna Lucasta : Frank
- 1959 : Simply Heavenly (TV) : Boyd
- 1961 : Au péril de sa vie (The sins of Rachel Cade) : Buderga
- 1961 : Car 54, Where Are You? (série TV) : Officer Wallace (1962-1963)
- 1963 : Free, White and 21 : Ernie Jones
- 1969 : Strategy of Terror : Jacques Serac
- 1970 : Le Casse de l'oncle Tom (Cotton Comes to Harlem)